# Консультант

Консультант - державний службовець патронатної служби, що здійснює наукову експертизу, консультації і своєчасне забезпечення керівника необхідною інформацією з метою оперативного і якісного прийняття управлінського рішення. Консультанти також координують консультаційну роботу з проблем відповідної галузі чи сфери державного управління. Контролюють, оцінюють і узагальнюють якість інформації, яка надається керівникові, аналізують можливості соціально-економічні наслідки управлінських рішень.